# واکسیناسیون کووید ۱۹ در فرانسه

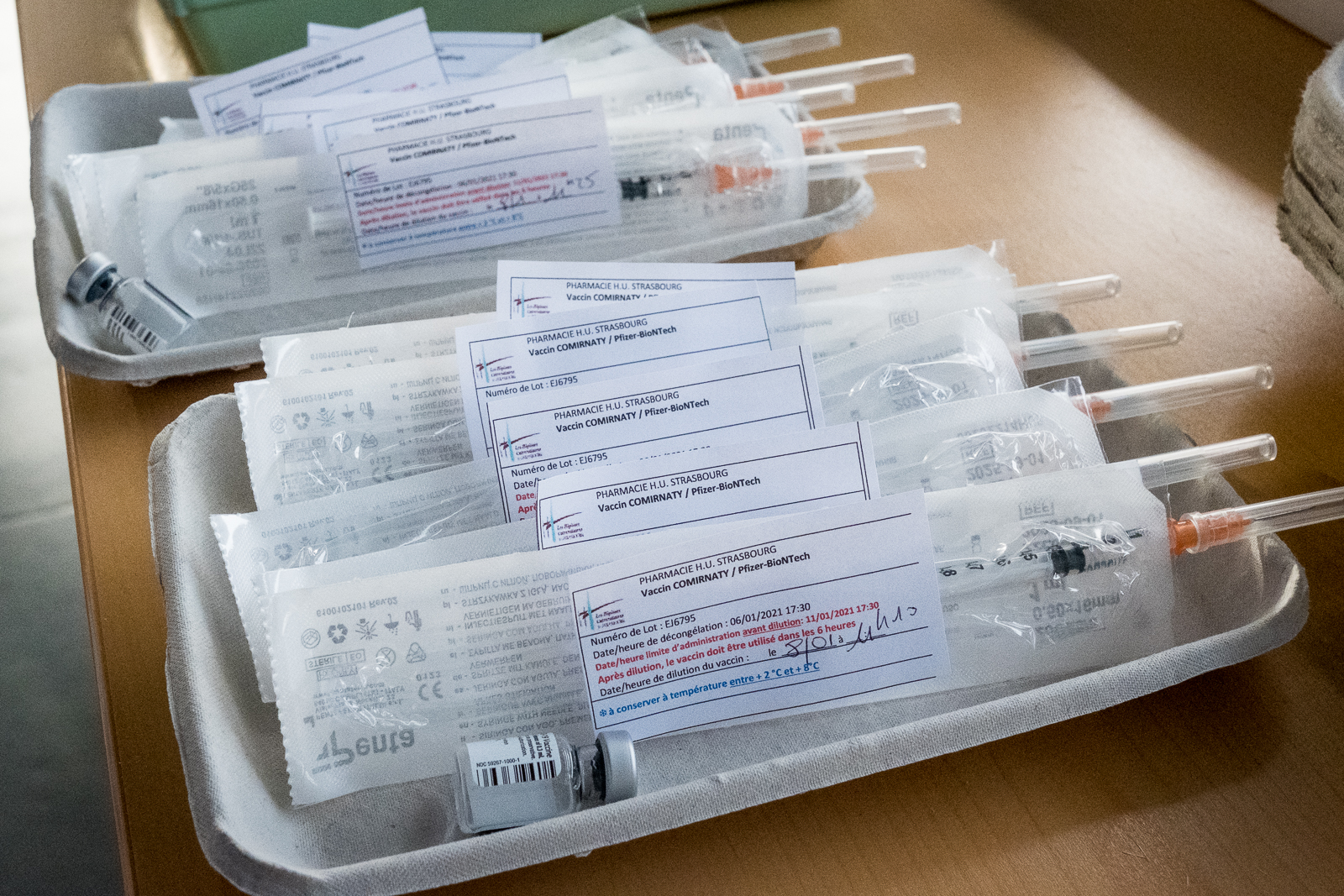
واکسن‌های فایزر آماده تزریق در یک مرکز واکسیناسیون در ۸ ژانویه ۲۰۲۱ در استراسبورگ.

واکسیناسیون کروناویروس ۲۰۱۹ در فرانسه در تاریخ ۲۷ دسامبر سال ۲۰۲۰ پس از تأیید واکسن کووید-۱۹ فایزر–بیوان‌تک توسط کمیسیون اتحادیه اروپا آغاز شد.

## سفارش

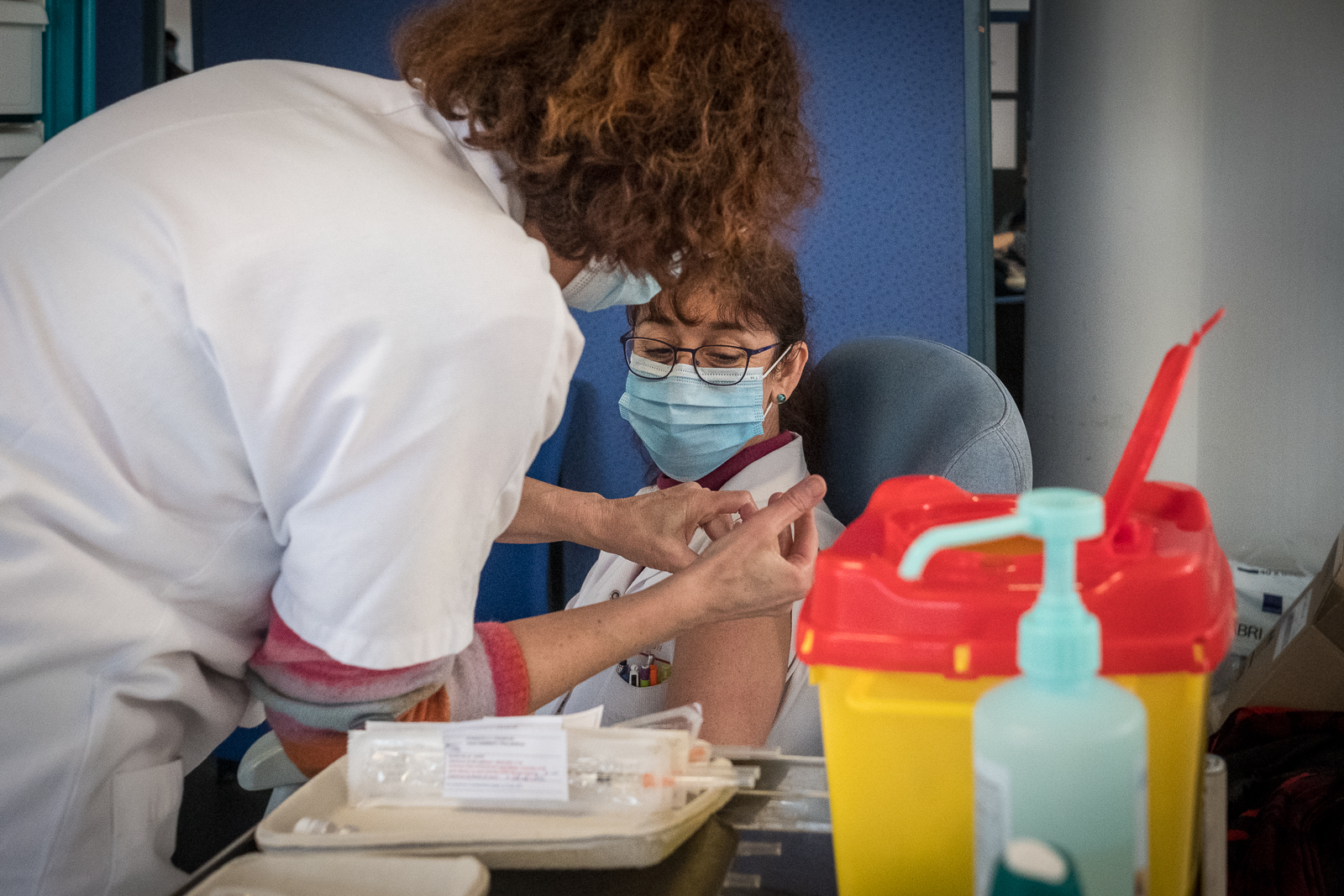
واکسیناسیون یک کارگر بهداشت در بیمارستان دانشگاه استراسبورگ در ۸ ژانویه ۲۰۲۱.

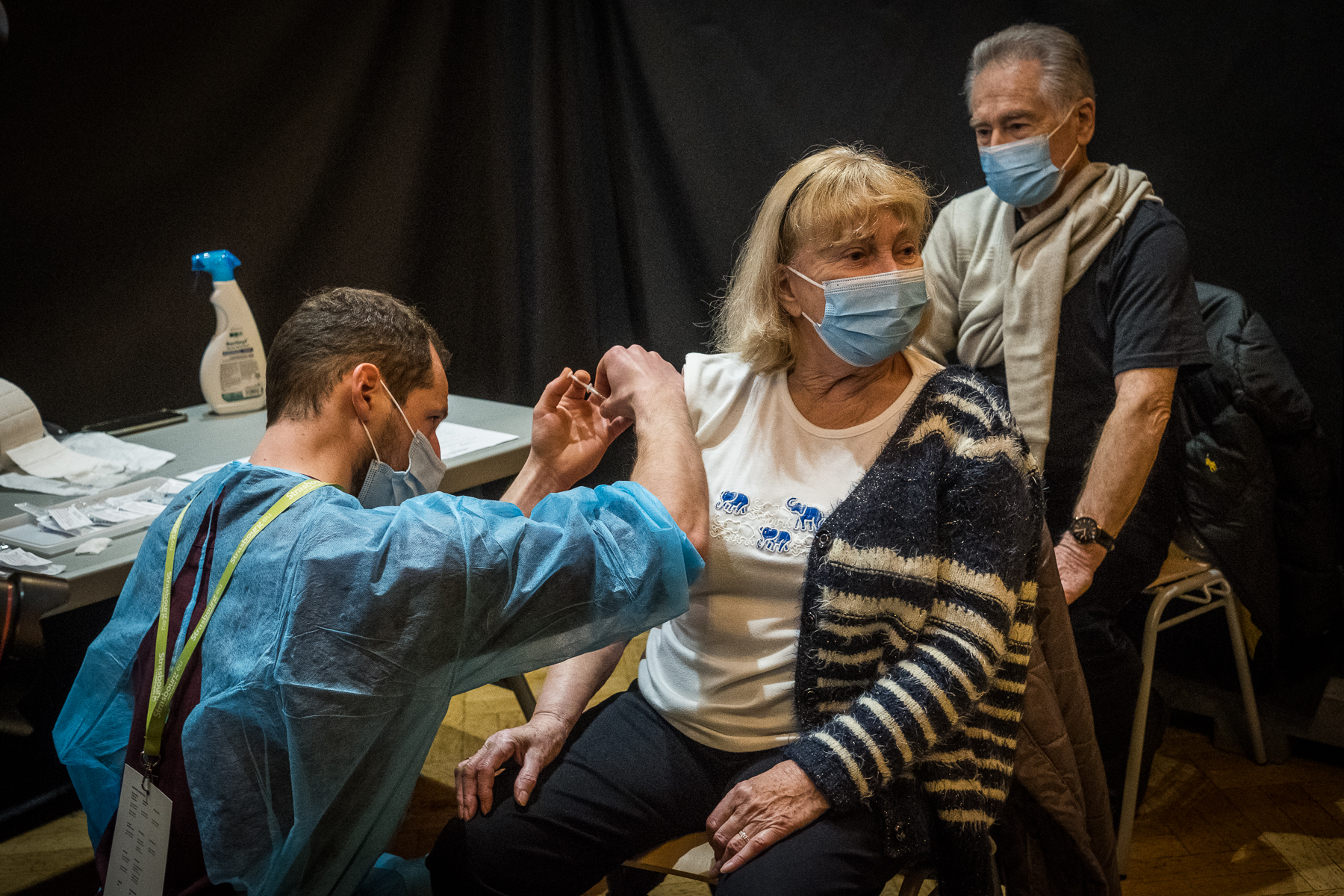
واکسیناسیون افراد بالای ۷۵ سال در استراسبورگ در ۱۸ ژانویه ۲۰۲۱.

چندین واکسن کووید-۱۹ در مراحل مختلف گسترش در سراسر جهان وجود دارد.
| واکسن                            | تصویب          | گسترش          |
| -------------------------------- | -------------- | -------------- |
| واکسن کووید-۱۹ فایزر–بیوان‌تک     | ۲۱ دسامبر ۲۰۲۰ | ۲۷ دسامبر ۲۰۲۰ |
| واکسن کووید-۱۹ مدرنا             | ۶ ژانویه ۲۰۲۱  | ۱۲ ژانویه ۲۰۲۱ |
| واکسن کووید-۱۹ آکسفورد-آسترازنکا | ۲۹ ژانویه ۲۰۲۱ | ۶ فوریه ۲۰۲۱   |